# Joan Segarra
Joan Segarra Iracheta (ur. 15 listopada 1927 w Barcelonie  – zm. 3 września 2008 w Taradell) – hiszpański piłkarz grający na pozycji obrońcy i trener piłkarski.

## Kariera klubowa
Joan Segarra piłkarską karierę rozpoczął w klubie Vilafranca w 1948. Rok później przeszedł do trzecioligowego klubu España Industrial. W 1950 został zawodnikiem FC Barcelona. W Primera División zadebiutował 25 września 1950 w wygranym 3-2 meczu z Realem Madryt. Ostatni raz w barwach Barcy wystąpił 24 kwietnia 1964 w wygranym 3-2 meczu z Realem Betis. Z Barceloną czterokrotnie zdobył mistrzostwo Hiszpanii w 1952, 1953, 1959, 1960, sześciokrotnie Puchar Króla w 1951, 1952, 1953, 1957, 1959, 1963 oraz dwukrotnie Puchar Miast Targowych w 1958 i 1960. Ogółem w barwach "Blaugrany" rozegrał 299 meczów, w których zdobył 17 bramek.
| Sezon   | Klub              | Kraj      | Rozgrywki        | Mecze | Bramki |
| ------- | ----------------- | --------- | ---------------- | ----- | ------ |
| 1949/50 | España Industrial | Hiszpania | Tercera División | ?     | ?      |
| 1950/51 | FC Barcelona      | Hiszpania | Primera División | 23    | 0      |
| 1951/52 | FC Barcelona      | Hiszpania | Primera División | 16    | 0      |
| 1952/53 | FC Barcelona      | Hiszpania | Primera División | 21    | 0      |
| 1953/54 | FC Barcelona      | Hiszpania | Primera División | 25    | 0      |
| 1954/55 | FC Barcelona      | Hiszpania | Primera División | 28    | 0      |
| 1955/56 | FC Barcelona      | Hiszpania | Primera División | 30    | 4      |
| 1956/57 | FC Barcelona      | Hiszpania | Primera División | 15    | 0      |
| 1957/58 | FC Barcelona      | Hiszpania | Primera División | 27    | 1      |
| 1958/59 | FC Barcelona      | Hiszpania | Primera División | 30    | 6      |
| 1959/60 | FC Barcelona      | Hiszpania | Primera División | 24    | 3      |
| 1960/61 | FC Barcelona      | Hiszpania | Primera División | 15    | 0      |
| 1961/62 | FC Barcelona      | Hiszpania | Primera División | 19    | 2      |
| 1962/63 | FC Barcelona      | Hiszpania | Primera División | 15    | 0      |
| 1963/64 | FC Barcelona      | Hiszpania | Primera División | 11    | 1      |

## Kariera reprezentacyjna
W reprezentacji Hiszpanii Segarra zadebiutował 17 czerwca 1951 w zremisowanym 0-0 towarzyskim meczu ze Szwecją. W 1962 uczestniczył w Mistrzostwach Świata. Na turnieju w Chile wystąpił w spotkaniu z Czechosłowacją, który był jego ostatnim meczem w reprezentacji. Od 1951 do 1962 wystąpił w reprezentacji w 25 spotkaniach.
| Mecze i gole w reprezentacji | Mecze i gole w reprezentacji | Mecze i gole w reprezentacji | Mecze i gole w reprezentacji | Mecze i gole w reprezentacji | Mecze i gole w reprezentacji | Mecze i gole w reprezentacji |
| #                            | Data                         | Miasto                       | Przeciwnik                   | Gol                          | Wynik                        | Rozgrywki                    |
| ---------------------------- | ---------------------------- | ---------------------------- | ---------------------------- | ---------------------------- | ---------------------------- | ---------------------------- |
| 1.                           | 17.06.1951                   | Sztokholm                    | Szwecja                      |                              | 0:0                          | towarzyski                   |
| 2.                           | 05.07.1953                   | Buenos Aires                 | Argentyna                    |                              | 0:1                          | towarzyski                   |
| 3.                           | 12.07.1953                   | Santiago                     | Chile                        |                              | 2:1                          | towarzyski                   |
| 4.                           | 06.01.1954                   | Madryt                       | Turcja                       |                              | 4:1                          | el. MŚ                       |
| 5.                           | 14.03.1954                   | Stambuł                      | Turcja                       |                              | 0:1                          | el. MŚ                       |
| 6.                           | 17.03.1954                   | Rzym                         | Turcja                       |                              | 2:2                          | el. MŚ                       |
| 7.                           | 17.03.1955                   | Madryt                       | Francja                      |                              | 1:2                          | towarzyski                   |
| 8.                           | 27.11.1955                   | Dublin                       | Irlandia                     |                              | 2:2                          | towarzyski                   |
| 9.                           | 30.11.1955                   | Londyn                       | Anglia                       |                              | 1:4                          | towarzyski                   |
| 10.                          | 03.06.1956                   | Lizbona                      | Portugalia                   |                              | 1:3                          | towarzyski                   |
| 11.                          | 26.05.1957                   | Madryt                       | Szkocja                      |                              | 4:1                          | el. MŚ                       |
| 12.                          | 06.11.1957                   | Madryt                       | Turcja                       |                              | 3:0                          | towarzyski                   |
| 13.                          | 24.11.1957                   | Lozanna                      | Szwajcaria                   |                              | 4:1                          | el. MŚ                       |
| 14.                          | 28.02.1959                   | Rzym                         | Włochy                       |                              | 1:1                          | towarzyski                   |
| 15.                          | 28.06.1959                   | Chorzów                      | Polska                       |                              | 4:2                          | el. ME                       |
| 16.                          | 14.10.1959                   | Madryt                       | Polska                       |                              | 3:0                          | el. ME                       |
| 17.                          | 22.11.1959                   | Walencja                     | Austria                      |                              | 6:3                          | towarzyski                   |
| 18.                          | 17.12.1959                   | Paryż                        | Francja                      |                              | 3:4                          | towarzyski                   |
| 19.                          | 13.03.1960                   | Barcelona                    | Włochy                       |                              | 3:0                          | towarzyski                   |
| 20.                          | 15.05.1960                   | Madryt                       | Anglia                       |                              | 3:1                          | towarzyski                   |
| 21.                          | 10.07.1960                   | Lima                         | Peru                         |                              | 3:1                          | towarzyski                   |
| 22.                          | 14.07.1960                   | Santiago                     | Chile                        |                              | 4:0                          | towarzyski                   |
| 23.                          | 17.07.1960                   | Santiago                     | Chile                        |                              | 4:1                          | towarzyski                   |
| 24.                          | 24.07.1960                   | Buenos Aires                 | Argentyna                    |                              | 0:2                          | towarzyski                   |
| 25.                          | 31.05.1962                   | Viña del Mar                 | Czechosłowacja               |                              | 0:1                          | MŚ                           |

## Kariera trenerska
Po zakończeniu kariery piłkarskiej Segarra został trenerem. Pracował w klubach z niższych klas rozgrywkowych oraz pełnił rolę trenera rezerw oraz asystenta trenera w Barcelonie.